# Undulatus
Pour les articles homonymes, voir Undulatus (homonymie).
Un undulatus (latin pour ondulé) est une variété de plusieurs espèces de nuages en bancs, en nappes ou en couches dont la forme présente un ou deux systèmes d'ondulations. Les nappes individuelles de nuages peuvent être circulaires ou allongées dans la direction des ondulations.
L'appellation Cirrocumulus umiulatus a été introduite en 1896 pour les cirrocumulus undulatus mais l'emploi du terme undulatus a été explicitement étendu aux cirrus, aux altocumulus, à l'altostratus, aux stratocumulus, au stratus et aux cumulus, en 1930. En 1950, l'emploi de ce terme a été éliminé pour les cumulus et ajouté au cirrostratus.

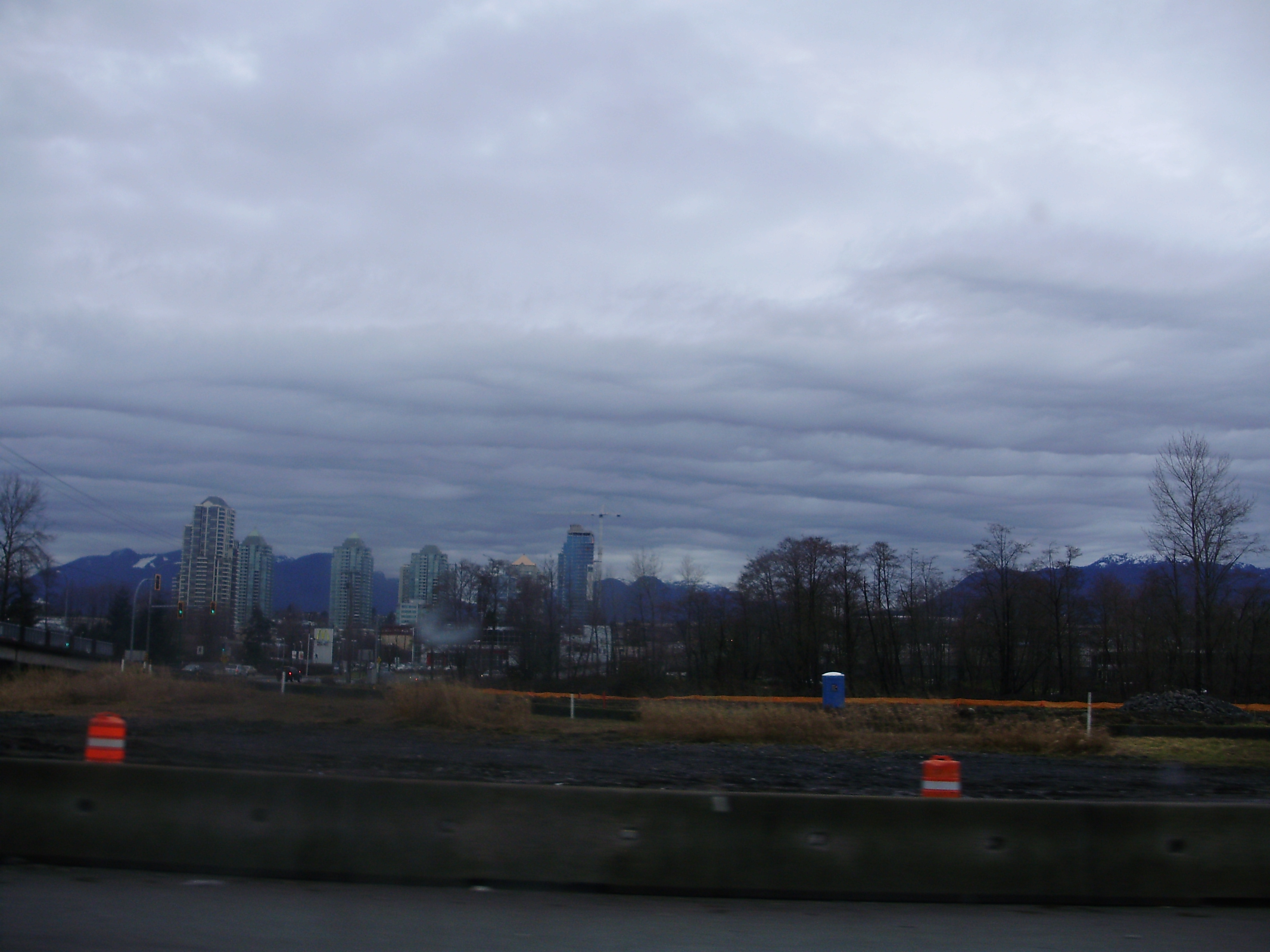
Stratus undulatus
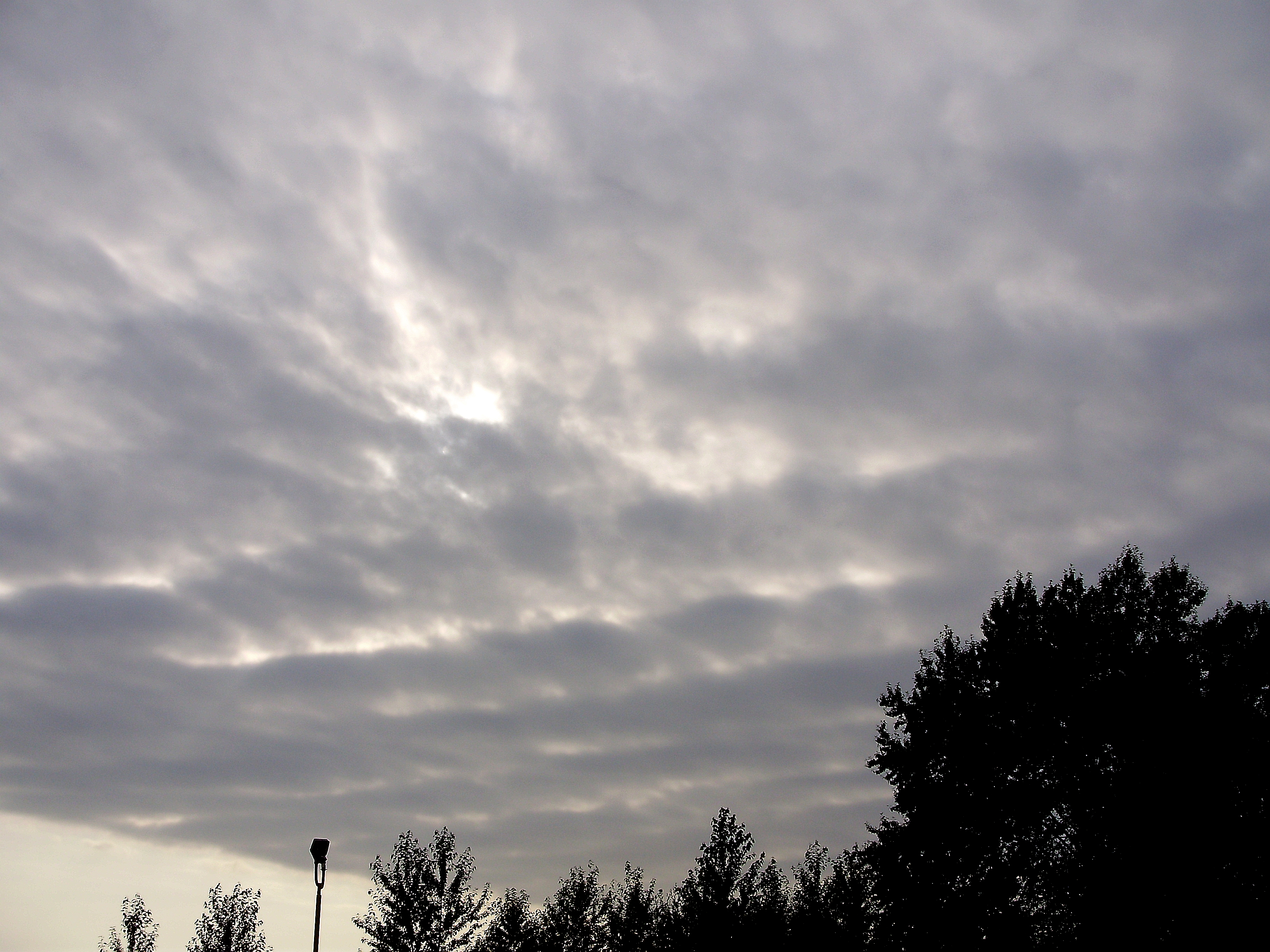
Altocumulus undulatus
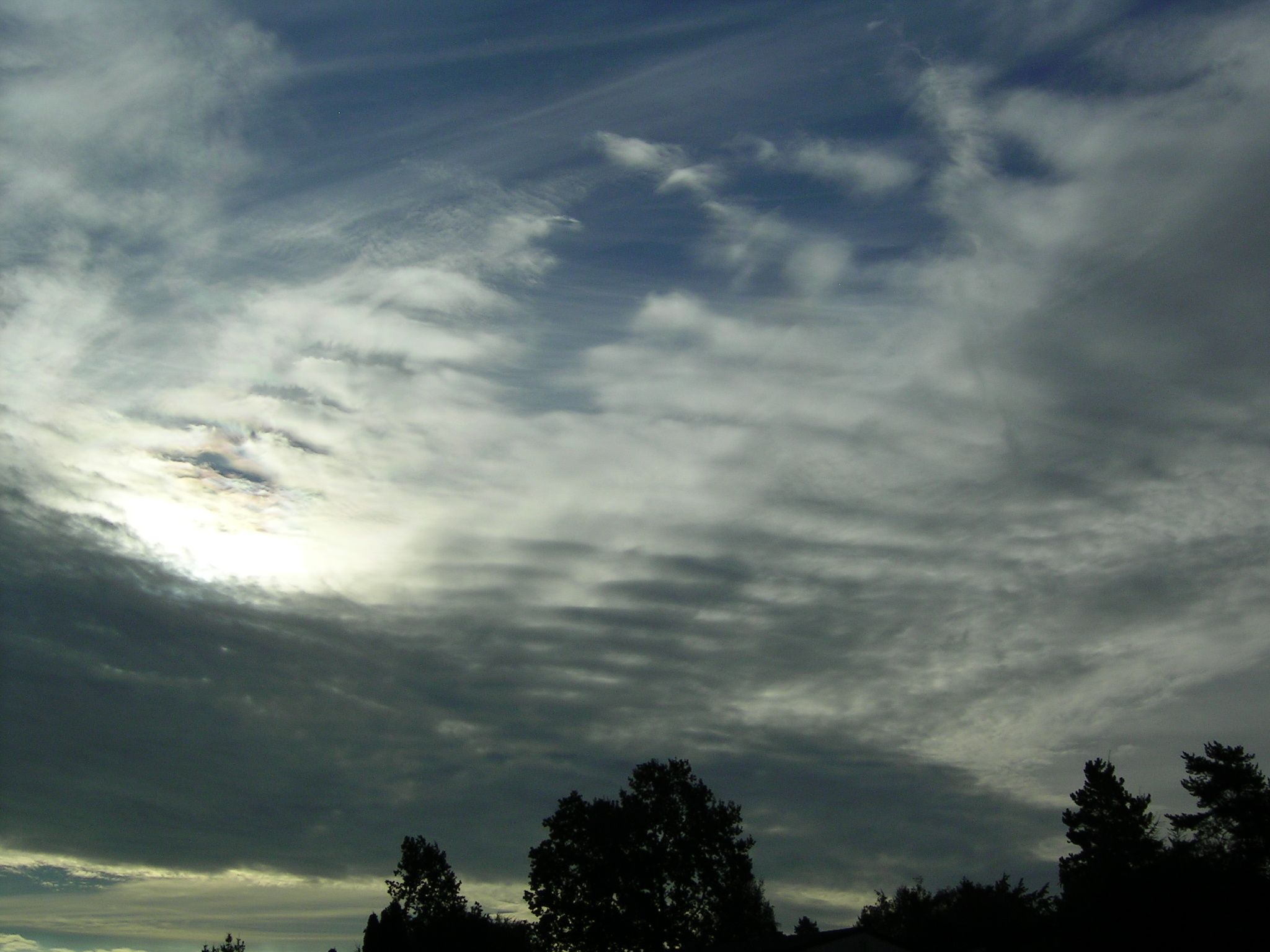
Altostratus undulatus
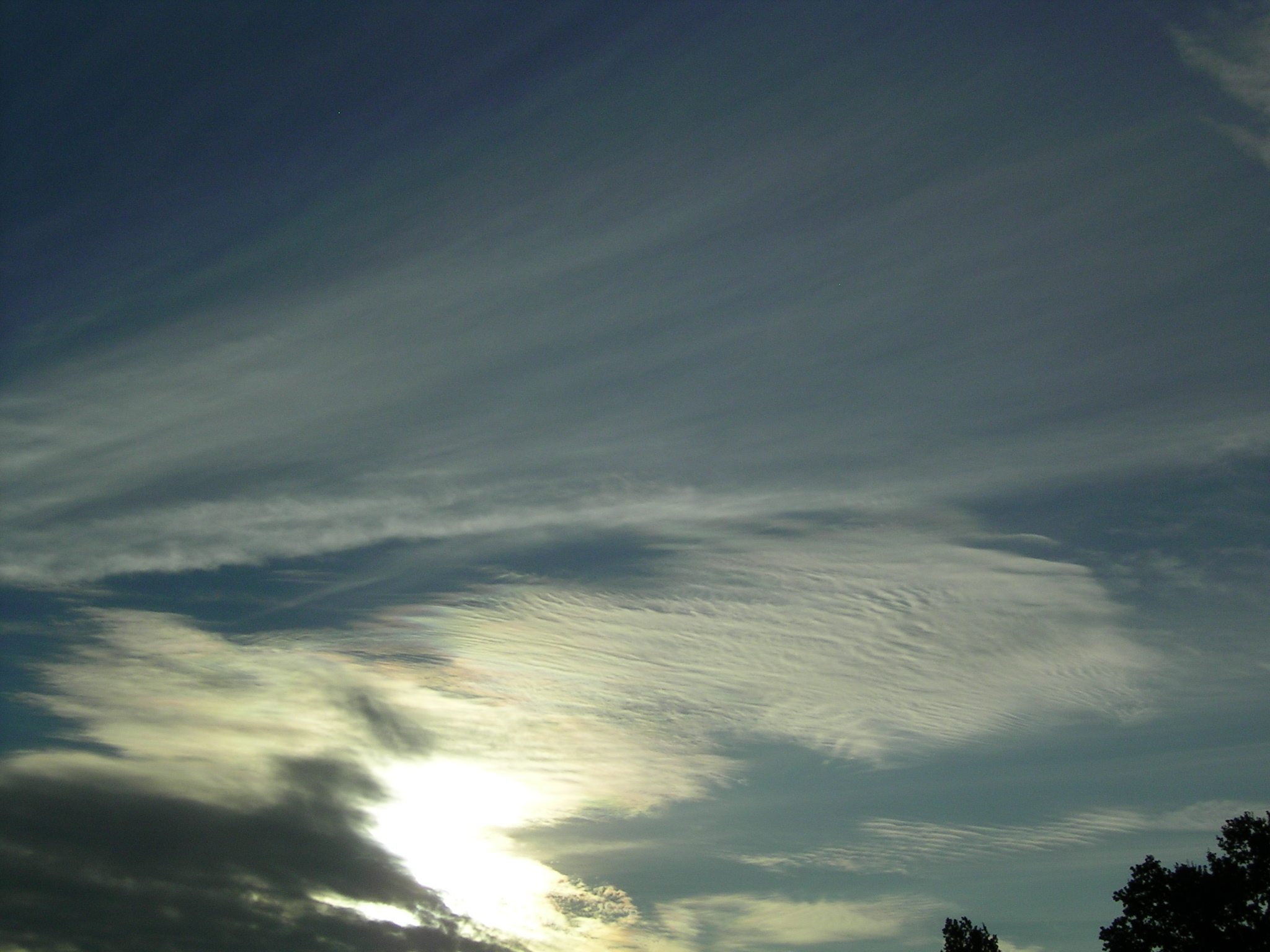
Cirrostratus undulatus encastrés dans du cirrostratus
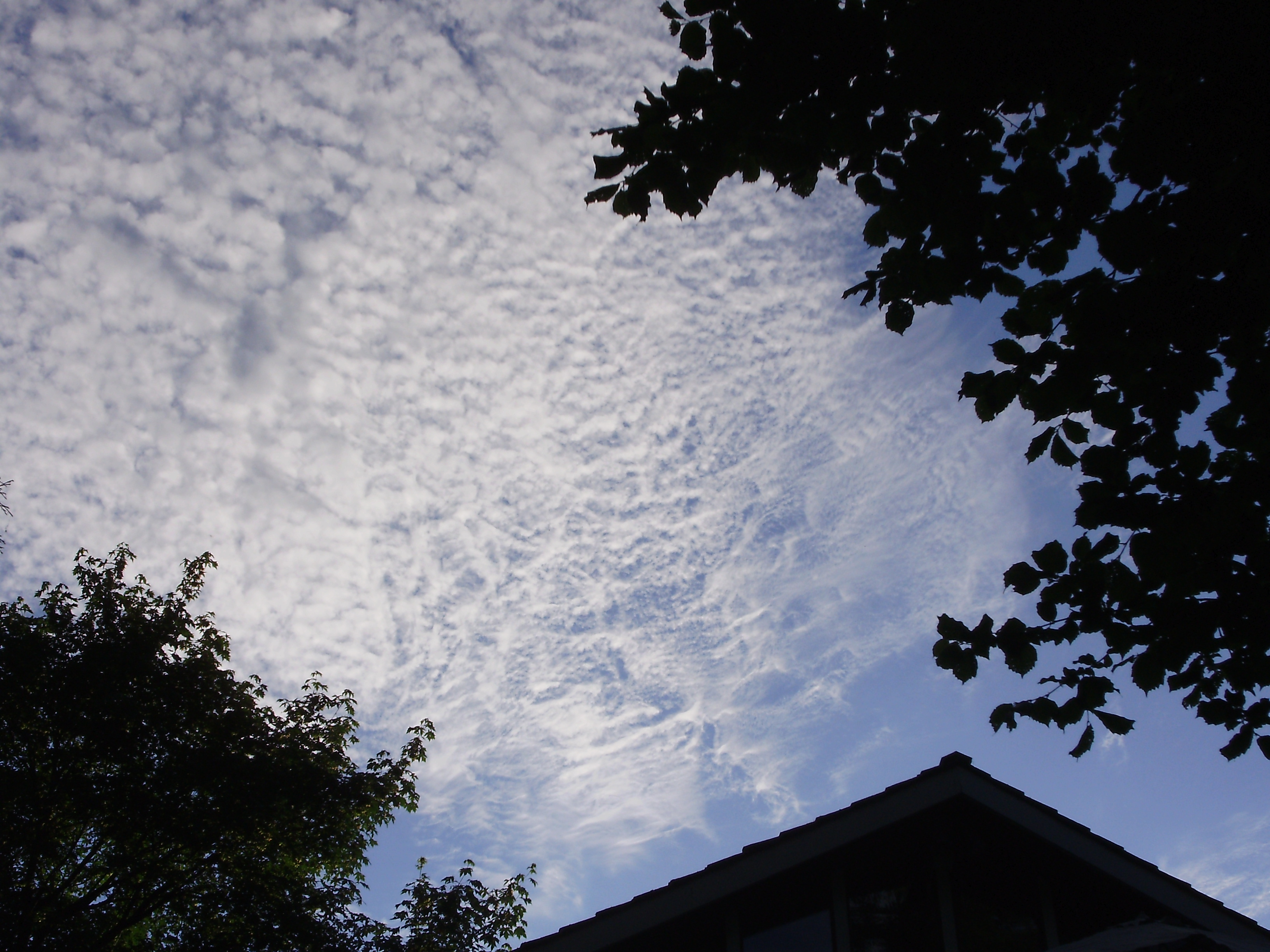
Cirrocumulus undulatus encastrés dans du cirrocumulus